# Galina Jakowlewna Dschugaschwili

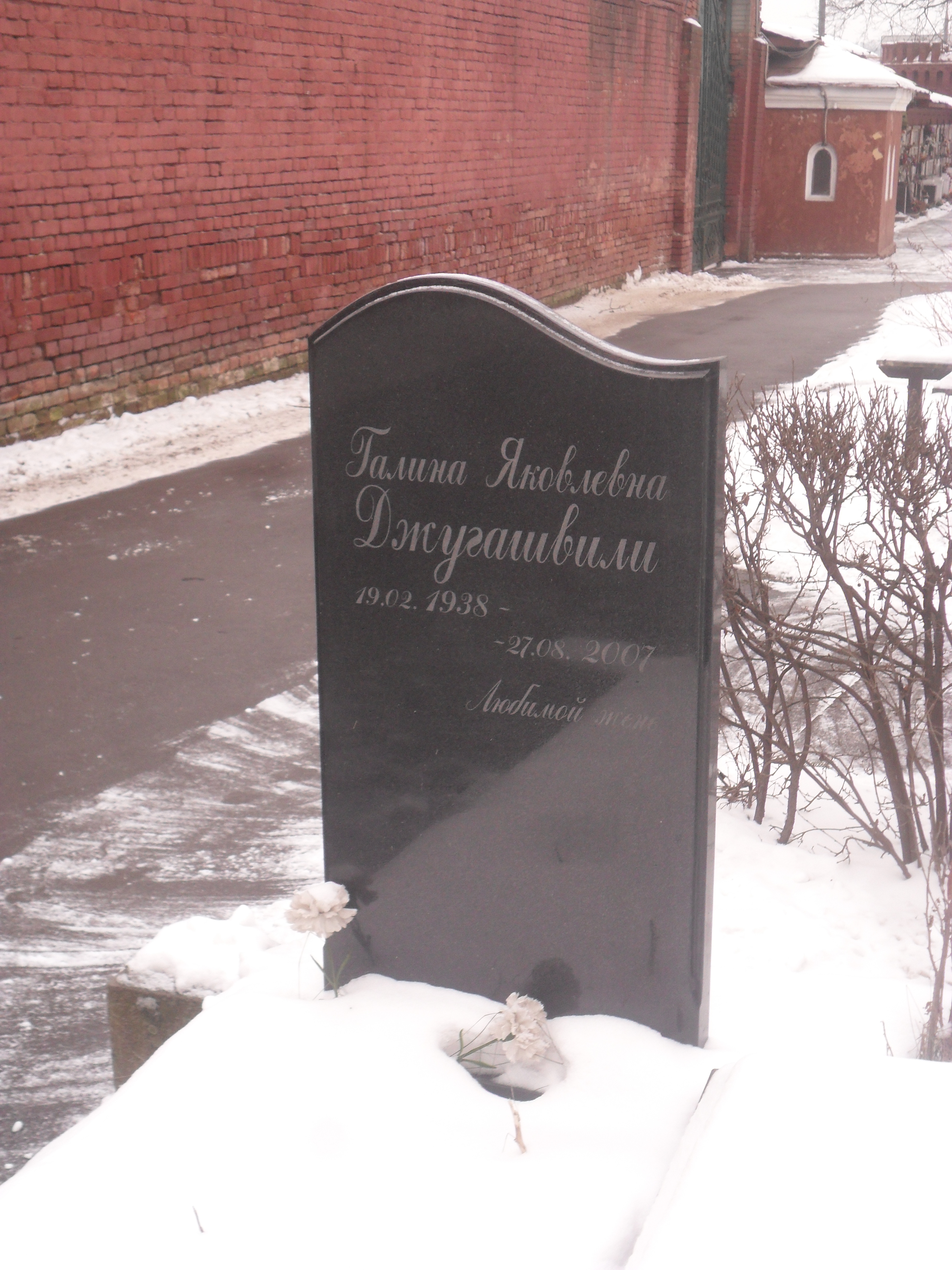
Grabstätte auf dem Nowodewitschi-Friedhof

Galina Jakowlewna Dschugaschwili (russisch Галина Яковлевна Джугашвили; * 19. Februar 1938 in Moskau; † 27. August 2007 ebenda) war eine russische Übersetzerin, Dolmetscherin und Linguistin.

## Leben
Galina Dschugaschwilis Vater war Jakow Iossifowitsch Dschugaschwili (1907–1943), welcher der älteste Sohn von Josef Stalin war. Ihre Mutter war die aus der Ukraine stammende Ballerina und Tänzerin Yulia Meltzer (1911–1968). Ihr Bruder Jewgeni Dschugaschwili (1936–2016) war langjähriger Oberst der sowjetischen Luftwaffe.
Galina Dschugaschwili studierte Philologie an der Staatlichen Universität Moskau. Sie war langjähriges Mitglied im Russischen Schriftstellerverband. Sie war als Übersetzerin für Französisch tätig, hauptsächlich für das Gorki-Institut für Weltliteratur.
Galina Dschugaschwili war mit Hussein Ben Saad verheiratet, einem algerischen Mathematiker, der in Moskau im Exil lebte und bei den Vereinten Nationen angestellt war. Sie behielt nach der Hochzeit aber ihren Mädchennamen. Sie hatten einen gemeinsamen Sohn, Selim (* 15. November 1971), der gehörlos zur Welt kam.
Galina Dschugaschwili starb am 27. August 2007 im Alter von 69 Jahren an einer Krebserkrankung im Burdenko-Militärkrankenhaus in Moskau.